# Nitració de Zincke

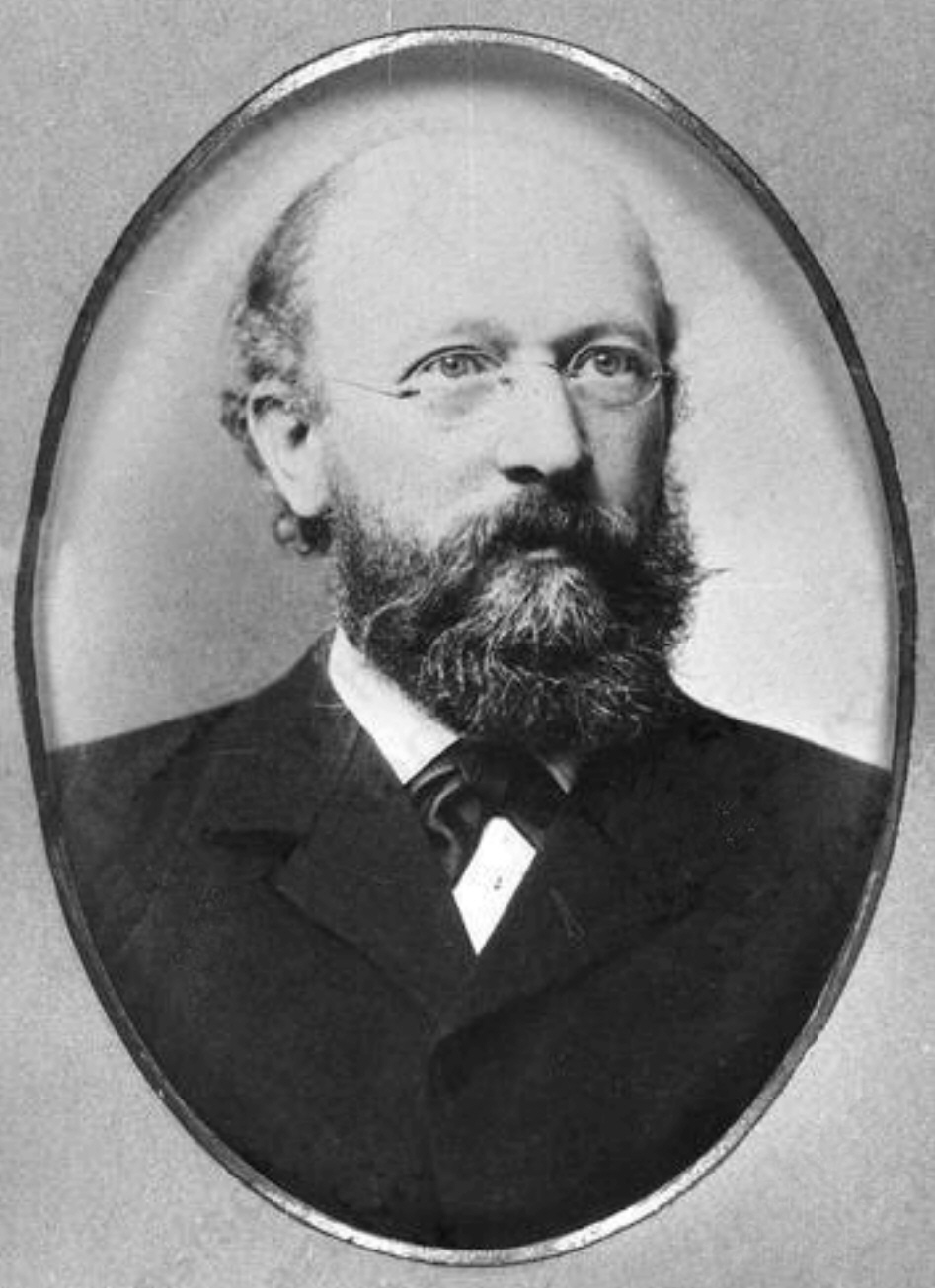
Theodor Zincke (1843–1928)

La nitració de Zincke és una reacció química orgànica descrita per primera vegada per Theodor Zincke l'any 1900.
La reacció ocorre mitjançant un mecanisme de substitució nucleòfila aromàtica (SNA), en el qual, per reacció amb àcid nítric (HNO₃) o nitrit de sodi (NaNO₂) es produeix la substitució d'un bromur o iodur (no es produeix en fluorur o clorur) localitzat en posició orto o per d'un fenol o cresol per un grup nitro. Es formen nitrofenols.

## Reacció general
La nitració de Zincke es realitza amb àcid nitrós.

L'halogen (X = brom o iode) és substituït pel nou grup nitro durant la reacció. Els radicals R i R¹ poden ser grups metil, grups metoxi o simplement hidrogen.

## Aplicació
La nitració de Zincke és útil en la preparació per a la producció de 2-nitrofenols i 4-nitrofenols.

## Exemples
Dos exemples:
i:

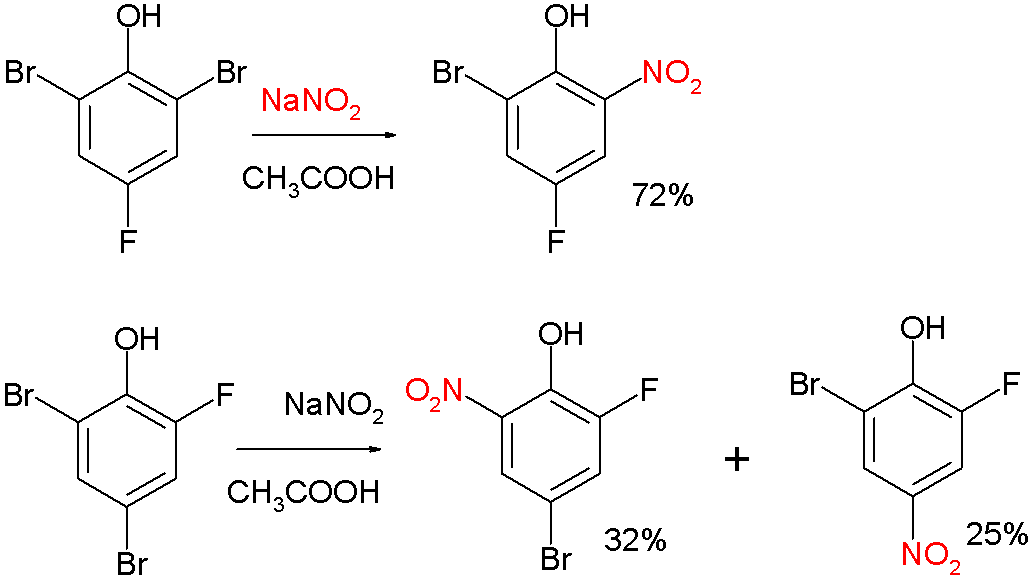

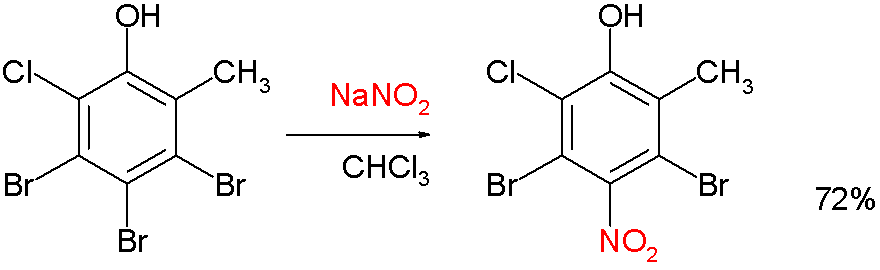

No s'ha de confondre la nitració de Zincke amb la reacció de Zincke–Suhl o la reacció de Zincke.